# Inslagstäthet

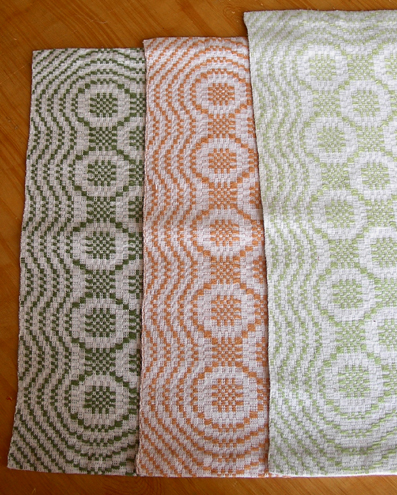
Inslaget med olika täthet

Inslagstäthet vid vävning påverkar resultatet och materialåtgången avsevärt. Som regel bör man göra en provväv för att se vilken inslagstäthet som är lämplig med hänsyn till material i varp och inslag, samt vald vävteknik.
För gardiner och plädar är det vanligt med en låg inslagstäthet, och vid vävning av gardiner är det inte ovanligt att ett vältränat öga ser "kaffepausränder", det vill säga att väverskan efter kaffepausen slagit väven hårdare än innan. Tätheten har en tendens att variera ju längre man väver mellan framflyttningar av väven också, varför man rekommenderar täta framflyttningar av vävda tyget om inslagstätheten är viktig att hålla jämn. 
I amerikansk vävlitteratur anges inslagstätheten med ppi, vilket tolkas som antal "Picks Per Inch." Pick betyder här inslagstråd. (Observera, att inch aldrig får försvenskas till tum. En svensk tum, d.v.s. verktum är mindre än en inch!)